# Анна фон Липе (1529 – 1590)
Вижте пояснителната страница за други личности с името Анна фон Липе.
Анна фон Липе (на немски: Anna zur Lippe; * ок. 1529; † 24 ноември 1590 в Аролзен) е графиня от Липе и чрез женитба графиня на Валдек-Ландау и основател на „Новата Ландауска линия“, която измира 1597 г.
Тя е дъщеря на граф Симон V фон Липе (1471 – 1536) и втората му съпруга графиня Магдалена фон Мансфелд-Мителорт († 1540), дъщеря на граф Гебхард VII фон Мансфелд-Мителорт (1478 – 1558) и Маргарета фон Глайхен-Бланкенхайн († 1567).
Анна фон Липе се омъжва на 1 октомври 1550 г. в Детмолд за граф Йохан I фон Валдек-Ландау (1521/1522 – 1567), вторият син на граф Филип III фон Валдек-Айзенберг (1486 – 1539) и втората му съпруга Анна фон Клеве (1495 – 1567).  Нейният брат Бернхард VIII се жени също през 1550 г. за Катарина фон Валдек (1524 – 1583), която е сестра на нейния съпруг. След смъртта на брат ѝ Бернхард VIII фон Липе през 1563 г. тя и съпругът ѝ стават опекун на децата му.
Анна фон Липе умира на 24 ноември 1590 г. в Аролзен и е погребана при нейния съпруг в градската църква на Менгерингхаузен, днес част от град Аролзен в Хесен.

## Деца
Анна фон Липе и Йохан I фон Валдек-Ландау имат децата:
- Филип VI (* 4 октомври 1551; † 8 ноември 1579 в Дармщат), домхер в Страсбург и граф на Валдек цу Ландау
- Франц III (* 27 юни 1553; † 12 март 1597 в Ландау), граф на Валдек цу Ландау, женен на 9 декември 1582 г. в Аролзен за Валпургис фон Плесе (* 15 юни 1563; † 24 март 1602 в Ландау)
- Симон (* ок. 1554; † ок. 1554)
- Анастасия (* 5 януари 1555; † 19 април 1582), омъжена на 1 март 1579 г. в Касел за граф Фридрих II фон Дипхолц († 21 септември 1585)
- Йоханес (* 1557; † млад)
- Маргарета (* 1559; † 20 октомври 1580), омъжена на 15 декември 1578 г. в Алт-Вилдунген за граф Гюнтер фон Валдек-Вилдунген (* 1557; † 23 май 1585)
- Бернхард фон Валдек (* 1561; † 11 март 1591 в Ибург), епископ на Оснабрюк (1586 – 1591)
- Агнес (* ок. 1563; † 1576 в Ландау)